# Centro Universitario Adventista de São Paulo
El Centro Universitario Adventista de San Pablo (en portugués, Centro Universitário Adventista de São Paulo, UNASP) es una institución de enseñanza superior, vinculada a la Red de Educación Adventista. Sus sedes están ubicadas en el estado Brasilero de São Paulo, con un total de tres sedes: São Paulo (campus sede central), Engenheiro Coelho y Hortolandia.
La UNASP fue creada con la meta de unir y fortalecer las instituciones de São Paulo en educación superior adventista. El objetivo de la UNASP es proporcionar a los jóvenes cristianos la oportunidad de estudiar en una institución de educación superior que respeta y fomenta sus creencias, principios y valores.

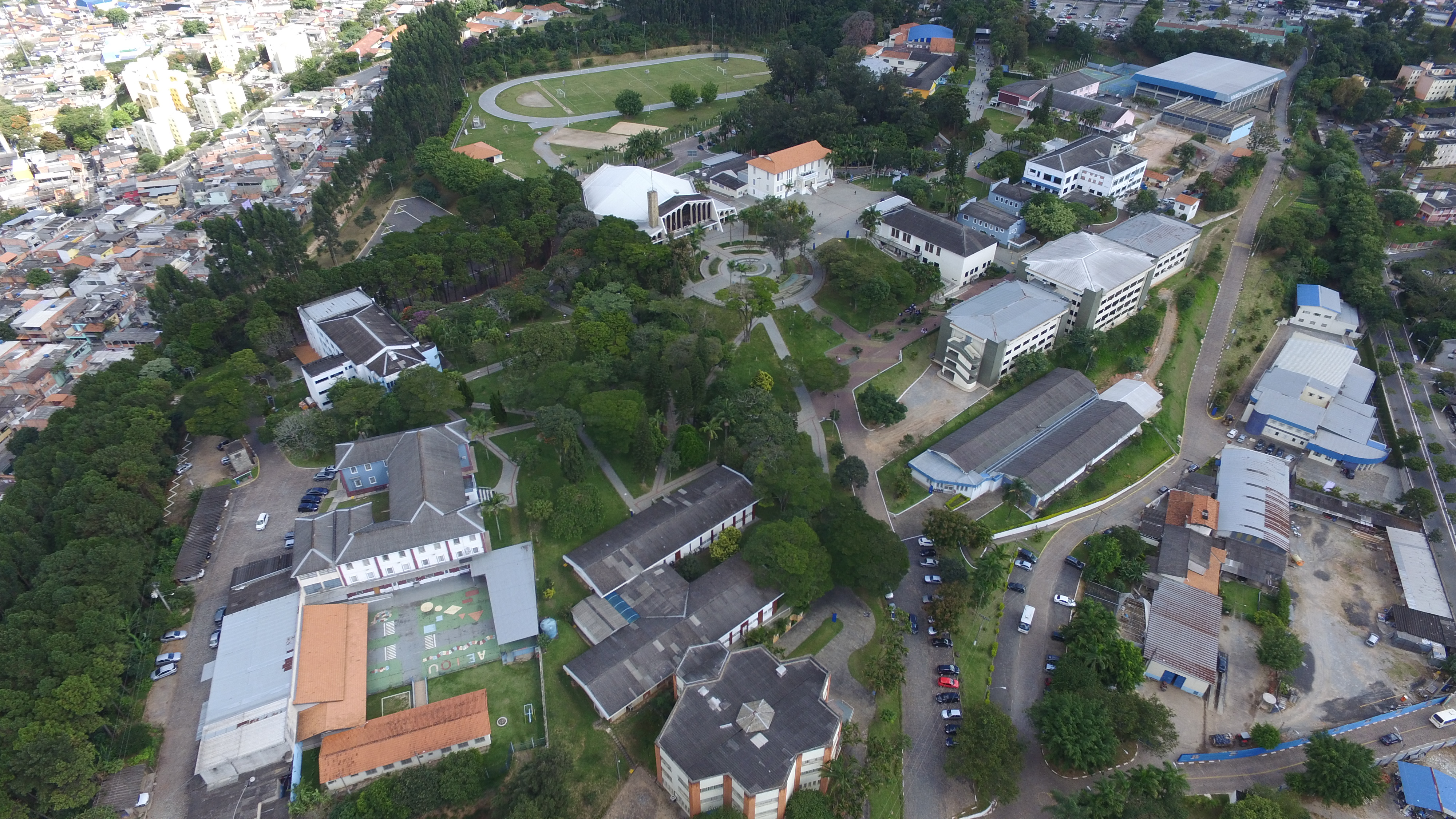
Foto aérea UNASP São Paulo

## Historia

### Siglo XIX
Los orígenes se remontan a UNASP Gaspar Alto, cerca de Blumenau, el estado de Santa Catarina cuando misionero alemán John Lipke inició en 1899 un curso de preparación misionero en Alemán para los jóvenes de la  Iglesia Adventista del Séptimo Día.

### Siglo XX
Entre 1903 y 1909 el curso de preparación para el trabajo misionero en Tacuarí, el estado de Rio Grande do Sul, siendo dirigido por John Lipke y Emilio Schenk.
El 6 de mayo de 1915, cerca de Capão Redondo en Santo Amaro, John y Augusta Lipke y par Pastor Boehm asentado en un área rural de 145 hectáreas de la "conferencia de universidades de la Unión de Brasil del Séptimo Día "para capacitar a los jóvenes misioneros.
En 1922, la escuela celebró su primera graduación, con nueve estudiantes egresados, del curso ministerial y normal.
Hubo un fuerte compromiso con el desarrollo educacional y agroindustrial de la escuela, sobre todo a partir de 1925 la crianza de ganado lechero holandés, importados de los Estados Unidos, y en 1932 la producción de jugo y alimentos integrales "Excelsior", que posteriormente se tornó la compañía alimenticia Superbom.
En 1937 el curso Ginasial fue oficializado y en 1942 fue atribuido con el nombre de Colegio Adventista Brasileiro (CAB). Entre los años 1940 e 1960 fueron oficializados los principales cursos de nivel medio.
En 1962 pasó a llamarse Instituto Adventista de Ensino (IAE). En 1968 fue autorizado o funcionamiento de la Facultad Adventista de Enfermagem (FAE)  y, en 1973, a Faculdade Adventista de Educación (FAEd).
En 1979 a Prefectura de São Paulo desapropio el área del Instituto Adventista de Ensino (IAE), hoy Unasp campus São Paulo, reducido en 80% la dimensión del terreno. En seguida, la Iglesia Adventista compró en 1983 una hacienda en el interior de São Paulo para crear el "Novo IAE", actualmente localizado en Engenheiro Coelho e conocido como Unasp campus Engenheiro Coelho.
El campus de São Paulo pasó a ofrecer preferencialmente cursos en las áreas de Ciencias Exactas y Naturales y Ciencias de la Salud, en cuanto al campus de Engenheiro Coelho se concentró las áreas de Teología, Humanidades y Tecnología.
Entre 1988 y 1989 ocurrió una corta segunda fase de implantación de nuevos cursos superiores, y la tercera fase de expansión de los cursos superiores de la Unasp comenzó en 1997 extendiéndose hasta 2007.
Por medio de una ordenanza del Ministerio de Educación, el IAE se transformó en 1999 en un Centro Universitario.

### Siglo XXI
En 2002 el Instituto Adventista de Educación, UNASP mantenedor, denominacionalmente incorporó el Instituto Adventista de São Paulo (IASP), fundada en 1949 en Jacuba (actual Hortolandia), que albergaba desde la educación básica a la educación superior a través del Colegio Adventista de Hortolandia.
El Centro de São Paulo Universidad Adventista fue reconocido por la CNE, a través del Decreto N º 1655, de 3 de junio de 2004, publicada en el Boletín No. 109, del 8 de junio de 2004.
El Instituto de Educación Adventista hoy cuenta con más de 30 programas de pregrado en ambos campus UNASP y el Colegio Adventista de Hortolandia, por un total de más de 10.000 estudiantes en los distintos niveles de la educación.
Actualmente, UNASP consiste en el campus en la ciudad de São Paulo y el campus en Engenheiro Coelho. A efectos prácticos, el patrocinador también considera el Colegio Adventista Hortolandia campus como UNASP.

## Sedes

### Campus São Paulo
La UNASP hoy en día ofrece cursos técnicos para sus estudiantes de enseñanza media, además del curso medio normal con énfasis en ciencias exactas. Los cursos técnicos son:
- Especialización en Informática también conocido como Procesamiento de Datos;
- Técnico en Música ofrecido por la Facultad de Artes del Campus.[3]

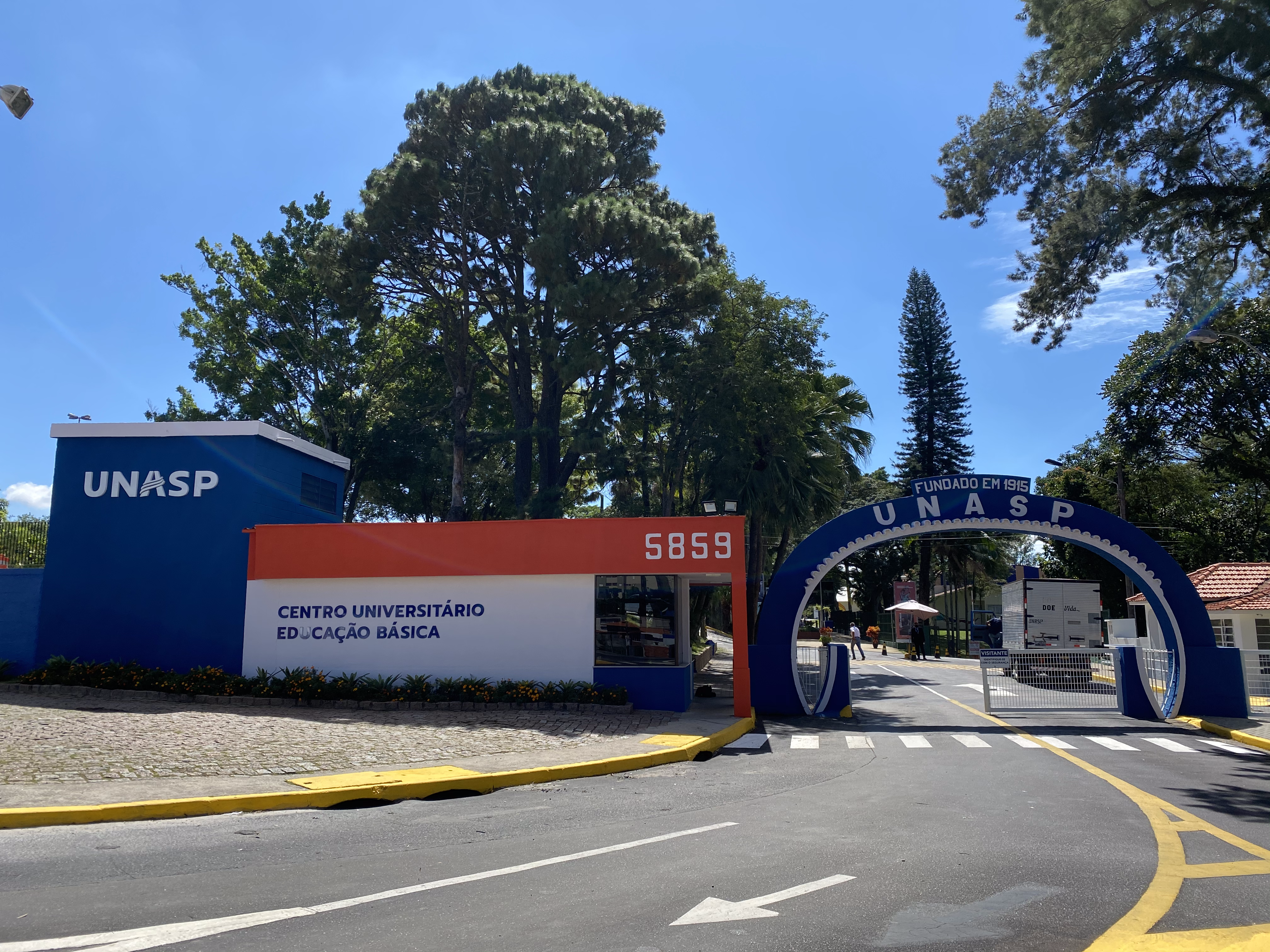
Entrada de la UNASP en São Paulo

#### Carreras
- Administración
- Ciencia de la computación
- Ciencias biológicas
- Ciencias Contables
- Educación Física
- Enfermería
- Fisioterapia
- Licenciatura en computación
- Matemática
- Nutrición
- Pedagogía
- Psicología
- Sistemas de Información
- Tecnología en análisis e desenvolvimiento de sistemas
- Tecnología en rede de computadores

#### Pos-Graduación
- Salud Pública y Gestión de Unidades de Salud con Énfasis en PSF
- Psicopedagogía Clínica e Institucional
- Nutrición Clínica Ambulatoria
- Gestión Escolar
- Gestión y Preservación Ambiental
- Gestión de Personas
- Fisioterapia Acuática
- Enfermería Obstétrica
- Enfermería en Unidades de Terapia Intensiva
- Enfermería en Salud Colativa para rendir en PSF
- Enfermería en Emergencia
- Educación Matemática e Docencia no Enseñanza Superior
- Educación Inclusiva - Énfasis en Deficiencia Intelectual
- Didáctica y Tecnología de Enseñanza
- Controladoria y Finanzas
- Cineantropometría y Prescripción de Ejercicios físicos
- Alimentación Funcional y Calidad de Vida
- Administración Hospitalaria y Gestión de Servicios de Salud con Foco en SUS.

### Campus Engenheiro Coelho
La Unasp Engenheiro Coelho ofrece Enseñanza fundamental, Enseñanza media, Enseñanza superior y Posgrado.

#### Carreras de grado
- Administración
- Arquitectura y Urbanismo
- Ciencias Contables
- Comunicación Social (Publicidad y Propaganda)
- Comunicación Social (Radio, TV e Internet)
- Derecho
- Historia
- Periodismo
- Educación Artística (Licenciatura en música)
- Ingeniería Civil
- Ingeniería de Producción (Previsto para 2014)
- Letras (Inglés - Portugués)(Español - Portugués)
- Pedagogía
- Traductor e Intérprete (inglés)
- Teología

- Tecnología en sistemas para internet

#### Cursos técnicos
- Edificaciones
- Radio y TV

### Campus Hortolândia (Iasp)[5]
- Administración
- Ciencias Contables
- Educación Física
- Sistemas de Información
- Pedagogía

#### Pos Graduación
- Psicopedagogía Institucional e Clínica
- Educación Especial Inclusiva
- Gestión Estratégica de Negocios
- Gerenciamiento e Controle de Proyectos